# مقاطعة أوهايو (فرجينيا الغربية)
مقاطعة أوهايو هي مقاطعة في فيرجينيا الغربية، في الولايات المتحدة، بلغ عدد سكانها 44,443  نسمة وذلك حسب إحصائيات سنة 2010، عاصمتها ويلينغ، تبلغ مساحتها 282 كيلومتر مربع.

## الموقع
تشترك في الحدود مع:
- مقاطعة واشنطن
- مقاطعة جفرسون، أوهايو
- مقاطعة بلمونت، أوهايو
- مقاطعة مارشال
- مقاطعة بروك.

## أعلام
- توماس يوينغ